# Reuzenteju's
Reuzenteju's (Tupinambis) zijn een geslacht van hagedissen die behoren tot de familie tejuhagedissen (Teiidae).

## Verspreiding en habitat
Alle soorten komen voor in delen van Zuid-Amerika en leven in de landen Argentinië, Bolivia, Brazilië, Colombia, Ecuador, Frans-Guyana, Guyana, Peru, Suriname, Trinidad en Tobago en Venezuela. In Suriname komen twee soorten voor.
De habitat bestaat uit bossen waar de dieren leven in de strooisellaag. Op het menu staan insecten en andere dieren zoals hagedissen en vogels maar ook plantendelen worden gegeten. Van sommige soorten is bekend dat ze ook pluimvee buitmaken en dit maakt ze niet geliefd bij pluimveehouders.

## Uiterlijke kenmerken
De verschillende soorten worden vrij groot en hebben een langwerpig en cilindrisch lichaam. De buikschubben zijn bijna vierkant van vorm en hebben een glad oppervlak.

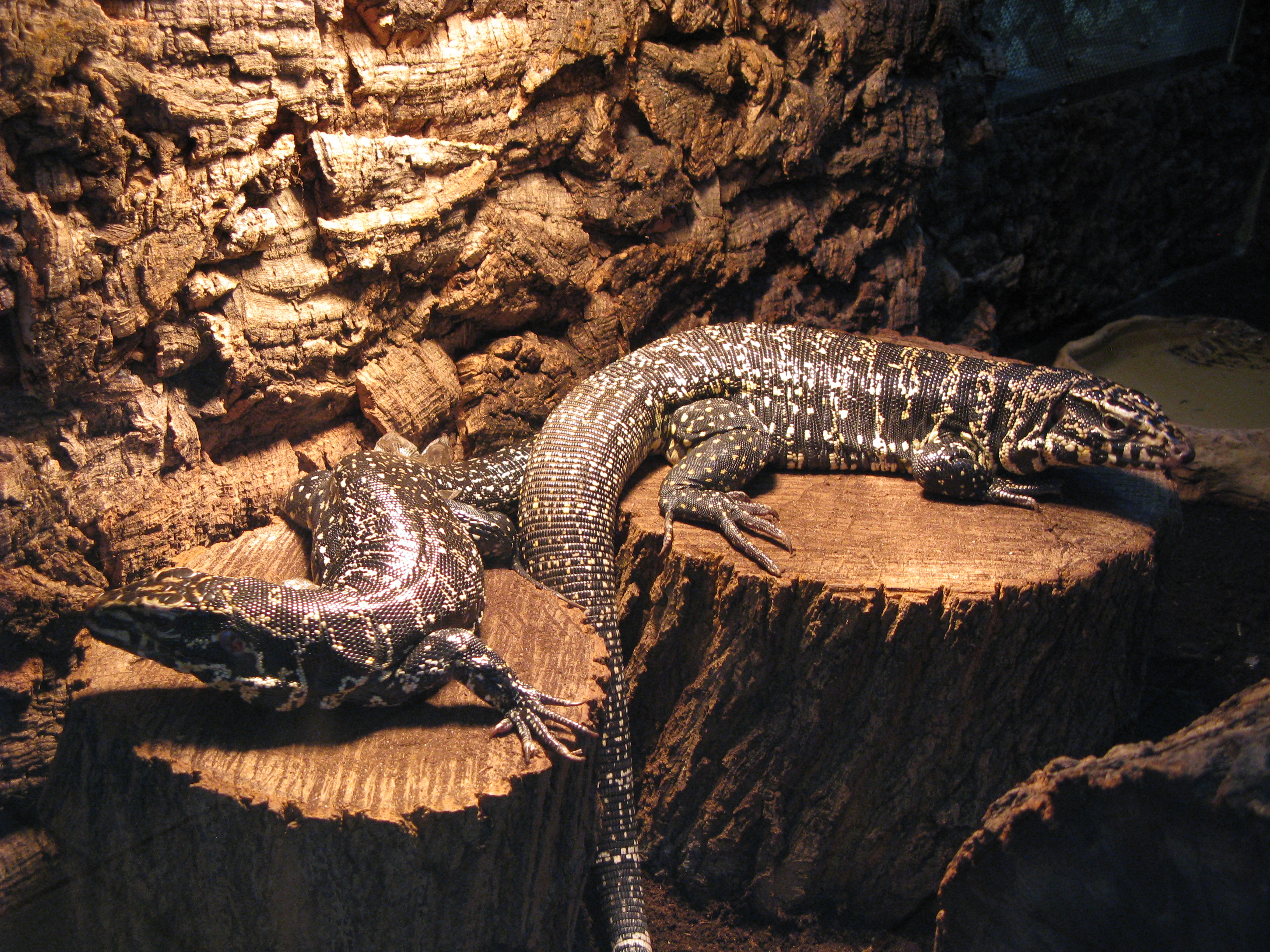
Gebandeerde reuzenteju, exemplaren in een dierentuin in Toruń, Polen

## Naamgeving en indeling
De wetenschappelijke naam van de groep werd voorgesteld door François Marie Daudin in 1802. De geslachtsnaam Tupinambis is afgeleid van het woord Tupinambá, de lokale naam voor het Tupivolk dat leefde in Zuid-Amerika voor de kolonisatie door het westen.
Er zijn zeven soorten, inclusief de pas in 2016 beschreven soorten Tupinambis cryptus, Tupinambis cuzcoensis en Tupinambis zuliensis. De bekendste soort is de gebandeerde reuzenteju (Tupinambis teguixin).
| Naam                                         | Auteur                                                                   | Verspreidingsgebied                                                                                                   |
| -------------------------------------------- | ------------------------------------------------------------------------ | --- |
| Tupinambis cryptus                           | Murphy, Jowers, Lehtinen, Charles, Colli, Peres Jr, Hendry & Pyron, 2016 | Brazilië, Colombia, Frans-Guyana, Guyana, Suriname, Venezuela                                                         |
| Tupinambis cuzcoensis                        | Murphy, Jowers, Lehtinen, Charles, Colli, Peres Jr, Hendry & Pyron, 2016 | Brazilië, Ecuador, Peru                                                                                               |
| Tupinambis longilineus                       | Avila-Pires, 1995                                                        | Brazilië |
| Tupinambis palustris                         | Manzani & Abe, 2002                                                      | Brazilië |
| Tupinambis quadrilineatus                    | Manzani & Abe, 1997                                                      | Brazilië |
| Gebandeerde reuzenteju (Tupinambis teguixin) | Linnaeus, 1758                                                           | Argentinië, Bolivia, Brazilië, Colombia, Ecuador, Frans-Guyana, Guyana, Peru, Suriname, Trinidad en Tobago, Venezuela |
| Tupinambis zuliensis                         | Murphy, Jowers, Lehtinen, Charles, Colli, Peres Jr, Hendry & Pyron, 2016 | Venezuela |